# Макмиллан, Данкан
Чарльз Данкан Макмиллан (англ. Charles Duncan Macmillan; 6 января 1890, Ноттингем — 15 сентября 1963, Перт) — британский легкоатлет, выступавший в беге на короткие и средние дистанции. Участник летних Олимпийских игр 1912 года.

## Биография
Данкан Макмиллан родился 1 июня 1890 года в британском городе Ноттингем.
Учился в Тринити-колледже Кембриджского университета, однако не окончил его, оставив учёбу в 1912 году. Успешно выступал на уровне вуза: в 1911 году был лучшим в университете в беге на 100 ярдов, в 1912 году — на 100 и 440 ярдов.
В 1911 году стал серебряным призёром Игр Британской империи в Лондоне в беге на 100 ярдов.
В 1912 году вошёл в состав сборной Великобритании на летних Олимпийских играх в Стокгольме. В беге на 100 метров не завершил четвертьфинальный забег. В беге на 200 метров занял 2-е место в четвертьфинале и 5-е в полуфинале. Также был заявлен в беге на 400 метров, но не вышел на старт из-за травмы.
Участвовал в Первой мировой войне. Был лейтенантом в кавалерийском подразделении гусар Южного Ноттингемшира.
Впоследствии перебрался в Австралию. Работал в федеральной генеральной прокуратуре в Перте.
Умер 15 сентября 1963 года в Перте.

## Личные рекорды
- Бег на 100 ярдов — 10,0 (1911)[1]
- Бег на 200 ярдов — 23,0 (1912)[1]
- Бег на 440 ярдов  — 49,4 (1912)[1]